# Mingiyan Semenov
Pour les articles homonymes, voir Semenov.
Mingiyan Semenov, né le 11 juin 1990 en Kalmoukie, est un lutteur gréco-romain russe. C'est un Kalmouk.

## Biographie
Le 5 août 2012, il obtient la médaille de bronze aux Jeux olympiques de Londres en catégorie des moins de 55 kg.
Il est médaillé d'argent en catégorie des moins de 59 kg aux Championnats du monde de lutte 2014 et remporte la médaille d'or dans cette catégorie aux Championnats d'Europe de lutte 2016.